# آوکسویز (میسوری)
آواز (به انگلیسی: Auxvasse) یک شهر در ایالات متحده آمریکا است که در شهرستان کالاوی، میزوری واقع شده‌است. آواز ۱٫۹۷ کیلومتر مربع مساحت و ۹۸۳ نفر جمعیت دارد و ۲۶۴ متر بالاتر از سطح دریا واقع شده‌است.